# 126.
◄ | 1. stoljeće | 2. stoljeće | 3. stoljeće | ►
◄ | 90-ih | 100-ih | 110-ih | 120-ih | 130-ih | 140-ih | 150-ih | ►
◄◄ | ◄ | 123. | 124. | 125. | 126. | 127. | 128. | 129. | ► | ►►
Astronomija • Književnost • Kršćanstvo

## Rođenja
- 1. kolovoza – Pertinaks, rimski car († 193.)

## Vanjske poveznice
|  | Zajednički poslužitelj ima još gradiva o temi 126. |